# Stazione di Lancenigo
La stazione di Lancenigo è una stazione della linea ferroviaria Venezia-Udine fra le stazioni di Treviso Centrale e di Spresiano.
Il gestore è la società RFI di Ferrovie dello Stato.
La stazione di Lancenigo è utilizzata per lo più dagli abitanti del comune di Villorba, dal nord est di Treviso e dagli studenti degli istituti vicini.
È stata classificata silver da Rete Ferroviaria Italiana.

## Strutture e impianti
La stazione è impresenziata dal 1994. Tuttora comprende un piccolo fabbricato, che tempo fa costituiva anche la sede della polizia locale di Villorba, con una sala d'attesa munita di riscaldamento e macchina obliteratrice biglietti.
All'esterno sono presenti due televisori per il controllo degli orari dei treni e un'altra obliteratrice di biglietti. È inoltre presente un grande parcheggio per le biciclette.

## Movimento
La stazione è servita da treni regionali svolti da Trenitalia nell'ambito del contratto di servizio stipulato con le regioni interessate.

## Servizi

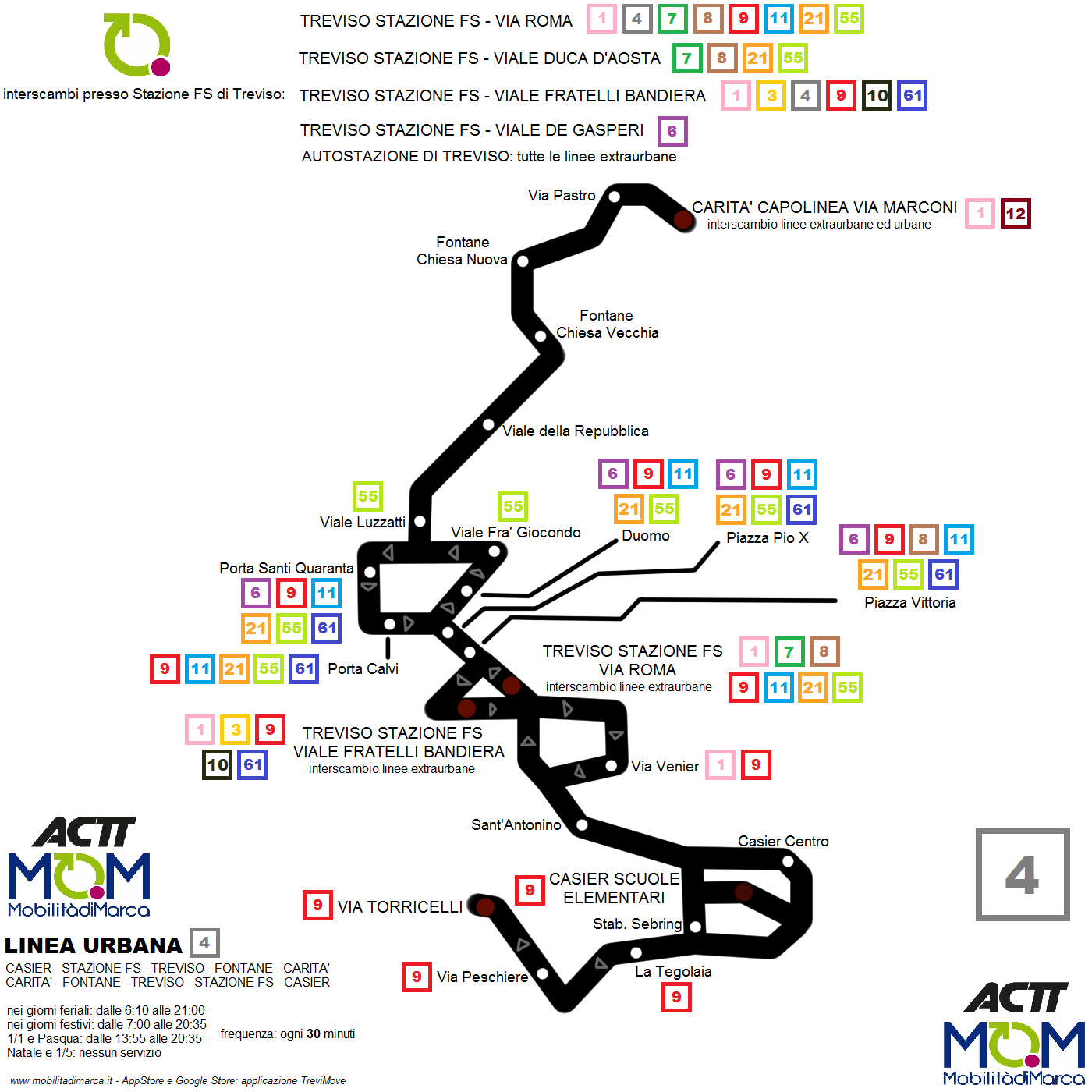
Mappa Linea 4

La stazione dispone dei seguenti servizi:
- Parcheggio di scambio
- Fermata autobus della MOM - Mobilità di Marca